# Java Development Kit
In informatica il JDK (java development kit) è l'insieme degli strumenti per sviluppare programmi da parte dei programmatori Java. È un prodotto della Oracle Corporation, e fin dall'introduzione di Java è sempre stato l'ambiente di sviluppo più utilizzato dai programmatori Java soprattutto per applicazioni desktop. Per applicazioni più complesse (es. applicazioni web) oggi sempre più spesso si utilizzano per lo sviluppo ed esecuzione programmi IDE a cui è possibile agganciare la JRE.

## Componenti
Il JDK ha come componenti principali un set di strumenti di programmazione, quali:
- AppletViewer: questo strumento può essere utilizzato per l'esecuzione e il debug di un applet java senza utilizzare un browser.
- apt: utilizzato per annotare e rielaborare.
- javac: trasforma (compila) il file sorgente in bytecode.
- java: utilizzato per eseguire (interpretare) i file classe in bytecode generati precedentemente dal javac.
- javadoc: crea una documentazione di base a partire dai commenti inseriti nel codice sorgente.
- jar: utilizzato per gestire i file JAR.
- JConsole: Monitoraggio Java e console di gestione.
- jdb: Debugger di java.
- pack200: strumento di compressione Jar.

Alcuni strumenti sperimentali potranno essere inseriti nelle future versioni di JDK.
Solitamente il JDK viene fornito insieme alla JVM (Java Virtual Machine) e alle varie librerie di java (API Java), contenendo dunque anche il Java Runtime Environment (JRE).